# Set Your Heart
«Set Your Heart» es una canción compuesta y producida por Cyndi Lauper y Richard Morel para el álbum de Cyndi Lauper del año 2008 Bring ya to the brink. La canción fue lanzada a principios de 2008 como una promoción solo en Japón, donde se emitió con frecuencia.
La pista dispone de una interpolación de "Where Are All My Friends" compuesta por Gene McFadden, John Whitehead y Carstarphen Víctor. "Where Are All My Friends" fue un éxito de Harold Melvin & the Blue Notes y apareció por primera vez en su álbum de 1975 To Be True. Cyndi Lauper interpretó la canción con frecuencia durante la gira True Colors Tour 2007

## Posición en listas
| Listas                    | Pico |
| ------------------------- | ---- |
| French SNEP Singles Chart | 3    |
| Japón Hot 100             | 11   |

### "Girls Just Wanna Set Your Heart"
"Girls Just Wanna Set Your Heart" es un mashup de "Girls Just Want to Have Fun" y "Set Your Heart", lanzado como sencillo de Floor Remixes. Salió a la venta en Japón el 21 de enero de 2009 como sencillo y descarga digital de CD. Karl giant dirigió el video musical.
| Listas (2009) | Posiciones |
| ------------- | ---------- |
| US Adult      | 2          |

- Datos: Q3958270